# Мачкатица
Мачкатица је насеље у Србији у општини Сурдулица у Пчињском округу. Према попису из 2022. било је 88 становника.

## Географија
Насеље је разбијеног типа, смештено испод планиских коса Чемерника које се спуштају према Грделичкој клисури. Његови засеоци су на различитим надморским висинама, од 1200 до 860 m, и налазе се на обронцима с десне стране реке Гарванице: Боровик (Горњи и Доњи, Кучишњак, Ивановци, Голубовци), Павловци, Поповци, Таралисци, Илинци, Куше, Дукат (Сланчини, Копривница, Река) и Рудник. Село је некад, по турским пописима из 16. века, лежало на месту Селиште, где и данас постоје зидине. Околна насеља су Млачиште, Троскач и Мањак.

## Историја
Мачкатица је једно од најстаријих насеља на Чемернику, среће се у турским пописима врањског кадилука у 16. веку под именима Мачкатов Преслоп и Мачкатова Преслап у области Иногошт. По попису из 1528. године ово место су насељавале 22 породице, а по попису из 1570. године имало је 35 породица, 15 неожењених становника и једну удовицу. Мачкатица је у то време обављала дербенску службу, као и низ других суседних села, на путу од Џепа и Врања, преко Власине за Знепоље и Крајиште. Ова специјална служба састојала се у чувању значајних а опасних и тешко проходних места на јавним путевима по турској држави, као што су клисуре и планински прелази. Службу су обављала читава насеља. Но, по свему судећи да је Мачкатица дербенску службу обављала тек неку деценију, пошто се у другом попису не помиње као дербенско насеље.

## Рударство
Турски попис из 1570. године открива да је на североисточном делу врањског кадилука дошло до обнове рударске делатности. Такозвани вигњеви јављају се код три села у кадилуку: на Власини, у Мачкатовом Преслопу (данас Мачкатица) и Врлој Реци. Вигњеви су били примитивне пећи у којима се уз помоћ ћумура топила гвоздена руда, а самокови – ливнице у којима се правиле гвоздене полуге. Највећи рударски центар у то време је била Власина, имала девет вигњева, Мачкатица два и Врла Река један. У долини Гарванице постојали су самокови у Троскачу, Мачкатици, Мањаку и у месту Џеп. Самокови изван власинског подручја били су власништво спахија који су их давали у закуп. Тако је вигањ у Врлој Реци припадао неком Стојану, а у Мачкатици – један Вукосаву, а други Рајку Приселици, што значи новонасељенику. Вукосав је био власник и самокова у Мачкатици, али њега нема међу пописаним житељима села.
У том попису стоји да је годишњи порез у Мачкатици и Врлој Реци износио 30 акчи по вигањ, као и код самокова и воденица (што је припадало спахији на чијој је земљи вигањ), док је ушур од њих даван држави. Рударење у овом крају престало је средином 19. века, јер се јавила оскудица у дрвету за производњу ћумура.
О производњи дрвеног угља и преради гвоздене руде и данас говоре топоними „Жежница“ и „Самоков“ који се налазе у долини Гарванице. Историчари бележе да су пре Другог светског рата на више места у шумама Мачкатице постојале жежнице за дрвени угаљ, који су сељаци продавали.
У близини Самокова је потес Рудник. Ту је једно немачко предузеће, новембра 1940. године, отпочело експлоатацију молибдена. Онда су Немци у Другом светском рату тај посао проширили, саградили рударску колонију (Рудник), изградили пут Мачкатица – Џеп и подигли насеље Бело Поље са ливницом код Сурдулице, висећим корпама омогућили транспорт руде до ливнице и започели прокоп тунела Бело Поље - Гарваница. Једно време на пословима у Руднику „Мачкатица“ радило је три до пет хиљада радника. Експлоатација руде у „Мачкатици“ престала је 1950. године. Међутим, 2007. године једна канадска фирма обновила је истраживања руде у овом крају, али је општа светска финансијска криза зауставила њен посао. Судећи по досадашњим налазима, рударство ће се вратити у ове крајеве.

## Порекло становништва
Данашњи житељи Мачкатице воде порекло из села са Власинске висоравни и из Црне Траве. Први су се доселили Чорбаџици, крајем 18. века, па Илинци и Таралисци у 19. веку. Последњи досељеници су родови у Боровику. Године 1960. село је имало 190 домова, осмогодишњу школу, амбуланту, продавнице. Центар насеља постао је заселак Рудник. Пут Мачкатица – Џеп после одрона постао је неупотребљив, па насеље везу са Сурдулицом и Владичиним Ханом има преко Дањиног Села.
Становници Мачкатице говоре црнотравским говором, а доскора су имали и црнотравску ношњу, која је средином 20. века замењена „моравском“.
У средишњем делу села, између засеока Крива Њива, Чорбаџисци и Власинци, налази се црква светог Јована, саграђена 1860. године на остацима неког старијег храма. Главни мајстор био је Китан Кузмановић из Дебра, коме су мештани за то даривали велико земљиште. Он је ту земљу потом продао и населио се у Сурдулици. Сеоска слава – заветина – је Ђурђевдан, а крсне славе су, зависно од родова, свети Никола, свети Јован, Свети Арханђео и свети Димитрије.
На месту Средарац има осам гробова италијанских војника који су радили у Руднику као немачки заробљеници.
Становници Мачкатице се од шездесетих година нагло исељавају према Сурдулици, Врању, Владичнином Хану, Нишу, Београду. Угасила се и основна школа, укинута аутобуска веза са Сурдулицом.

## Демографија
У насељу Мачкатица живи 231 пунолетни становник, а просечна старост становништва износи 48,2 година (43,9 код мушкараца и 52,9 код жена). У насељу има 94 домаћинства, а просечан број чланова по домаћинству је 2,76.
Ово насеље је у потпуности насељено Србима (према попису из 2002. године), а у последња три пописа, примећен је пад у броју становника.
|  |

| Демографија | Демографија | Демографија |
| Година      | Становника  | Становника  |
| ----------- | ----------- | ----------- |
| 1948.       | 1.496       |             |
| 1953.       | 1.468       |             |
| 1961.       | 1.206       |             |
| 1971.       | 995         |             |
| 1981.       | 886         |             |
| 1991.       | 508         | 498         |
| 2002.       | 259         | 264         |
| 2011.       | 120         |             |
| 2022.       | 88          |             |

| Етнички састав према попису из 2002.‍ | Етнички састав према попису из 2002.‍ | Етнички састав према попису из 2002.‍ | Етнички састав према попису из 2002.‍ | Етнички састав према попису из 2002.‍ |
| ------------------------------------ | ------------------------------------ | ------------------------------------ | ------------------------------------ | ------------------------------------ |
|                                      |                                      |                                      |                                      |                                      |
| Срби                                 | Срби                                 |                                      | 259                                  | 100,0%                               |

| Година пописа     | 1948. | 1953. | 1961. | 1971. | 1981. | 1991. | 2002. |
| ----------------- | ----- | ----- | ----- | ----- | ----- | ----- | ----- |
| Број домаћинстава | 252   | 231   | 246   | 252   | 214   | 146   | 94    |

| Број чланова      | 1  | 2  | 3  | 4  | 5 | 6 | 7 | 8 | 9 | 10 и више | Просек |
| ----------------- | -- | -- | -- | -- | - | - | - | - | - | --------- | ------ |
| Број домаћинстава | 23 | 25 | 17 | 16 | 8 | 4 | 1 | 0 | 0 | 0         | 2,76   |

| Пол    | Укупно | Неожењен/Неудата | Ожењен/Удата | Удовац/Удовица | Разведен/Разведена | Непознато |
| ------ | ------ | ---------------- | ------------ | -------------- | ------------------ | --------- |
| Мушки  | 118    | 33               | 75           | 8              | 2                  | 0         |
| Женски | 118    | 21               | 72           | 22             | 3                  | 0         |
| УКУПНО | 236    | 54               | 147          | 30             | 5                  | 0         |

| Пол    | Укупно                    | Пољопривреда, лов и шумарство | Рибарство                            | Вађење руде и камена | Прерађивачка индустрија       |
| ------ | ------------------------- | ----------------------------- | ------------------------------------ | -------------------- | ----------------------------- |
| Мушки  | 44                        | 10                            | 0                                    | 0                    | 4                             |
| Женски | 15                        | 8                             | 0                                    | 0                    | 0                             |
| УКУПНО | 59                        | 18                            | 0                                    | 0                    | 4                             |
| Пол    | Производња и снабдевање   | Грађевинарство                | Трговина                             | Хотели и ресторани   | Саобраћај, складиштење и везе |
| Мушки  | 0                         | 19                            | 4                                    | 0                    | 1                             |
| Женски | 0                         | 0                             | 1                                    | 0                    | 0                             |
| УКУПНО | 0                         | 19                            | 5                                    | 0                    | 1                             |
| Пол    | Финансијско посредовање   | Некретнине                    | Државна управа и одбрана             | Образовање           | Здравствени и социјални рад   |
| Мушки  | 0                         | 0                             | 3                                    | 2                    | 0                             |
| Женски | 0                         | 0                             | 1                                    | 3                    | 1                             |
| УКУПНО | 0                         | 0                             | 4                                    | 5                    | 1                             |
| Пол    | Остале услужне активности | Приватна домаћинства          | Екстериторијалне организације и тела | Непознато            | Непознато                     |
| Мушки  | 0                         | 0                             | 0                                    | 1                    | 1                             |
| Женски | 0                         | 0                             | 0                                    | 1                    | 1                             |
| УКУПНО | 0                         | 0                             | 0                                    | 2                    | 2                             |

## Познате личности
- Тома Ивановић Мачкатовац, народни херој Југославије